# Villemeux-sur-Eure
Villemeux-sur-Eure är en kommun i departementet Eure-et-Loir i regionen Centre-Val de Loire strax norr om centrala Frankrike. Kommunen ligger i kantonen Nogent-le-Roi som tillhör arrondissementet Dreux. År 2022 hade Villemeux-sur-Eure 1 808 invånare.

## Befolkningsutveckling
Antalet invånare i kommunen Villemeux-sur-Eure
Referens:INSEE